# 8925 Boattini
8925 Boattini (1996 XG32) là một tiểu hành tinh vành đai chính được phát hiện ngày 4 tháng 12 năm 1996 bởi M. Tombelli và U. Munari ở Cima Ekar.